# Cercopitec verd centreafricà
El cercopitec verd centreafricà (Chlorocebus tantalus) és un mico del Nou Món originari de Ghana, el Sudan, el Sudan del Sud i Kenya. Originalment fou descrit com a subespècie de la mona verda comuna (Chlorocebus aethiops). Anteriorment es classificaven totes les espècies de mones verdes dins el gènere Cercopithecus.
Se'n reconeixen tres subespècies diferents:
- Chlorocebus tantalus tantalus
- Chlorocebus tantalus budgetti
- Chlorocebus tantalus marrensis